# Eumerus insistens
Eumerus insistens är en tvåvingeart som beskrevs av Charles Howard Curran 1928. Eumerus insistens ingår i släktet månblomflugor, och familjen blomflugor. Inga underarter finns listade i Catalogue of Life.